# 英國皇家精神科醫學院

位于伦敦普雷斯科特街 21 号皇家精神科医生学院的正门

英國皇家精神科醫學院 (Royal College of Psychiatrists) 是一所位於英國的精神科醫學院。此醫學院成立於一八四一年，位於英國倫敦。此醫學院與其他不同專科的皇家醫學院一樣，其主要職責是訂立精神科的專業水準，以及考核有關專科醫生的水平。每年，英國皇家精神科醫學院均會舉行專科考試，通過連串考試及格後，該醫生可以為英國皇家精神科醫學院成員 (Member of the Royal College of Psychiatrists)，英文簡稱為 MRCPsych；對精神病學有重大貢獻的成員會被冠予英國皇家精神科醫學院院士的稱號 (Fellow of the Royal College of Psychiatrists), 英文簡稱為 FRCPsych。

## 外部連結
- 英國皇家精神科醫學院 （页面存档备份，存于）